# Piptocoma neglecta
Piptocoma neglecta là một loài thực vật có hoa trong họ Cúc. Loài này được (Stutts) Pruski miêu tả khoa học đầu tiên năm 1996.